# Koskelonmunakari
Koskelonmunakari (enaresamiska: Kuálsimanekárgu) är en ö i Finland. Den ligger i sjön Enare träsk och i kommunen Enare i den ekonomiska regionen Norra Lappland och landskapet Lappland, i den norra delen av landet, 1 000 km norr om huvudstaden Helsingfors. Öns största längd är 120 meter i nord-sydlig riktning.